# آن أندرسون (دبلوماسي)
آن أندرسون (بالإنجليزية: Anne Anderson)‏ (و. يوليو 1952  م) هي دبلوماسية أيرلندية.

## مناصب
تولت منصب سفير
.

## التعليم
تعلمت في كلية دبلن الجامعية
.